# Roshchinite
La roshchinite è un minerale.